# Лепченка
Лепче́нка (рос. Лепченка, ерз. Лепляй) — присілок у складі Єльниківського району Мордовії, Росія. Входить до складу Мордовсько-Маскинського сільського поселення.
Населення — 39 осіб (2010; 58 у 2002).
Національний склад (станом на 2002 рік):
- мордва — 93 %